# Bibasis anadi
Bibasis anadi là một loài bướm ngày thuộc họ Bướm nhảy được tìm thấy ở Ấn Độ và Đông Nam Á.